# Hatschepsut
Hatschepsut war eine altägyptische Königin (Pharaonin). Sie wird der 18. Dynastie (Neues Reich) zugerechnet. Nach ägyptischer Chronologie regierte sie etwa von 1479 bis 1458 v. Chr. (nach Wolfgang Helck: 1467–1445, nach Rolf Krauss: 1479–1458).
Je nachdem, wie man den Begriff Pharao auslegt, gilt sie als erste weibliche Pharaonin. In der Königsliste von Sakkara wird in der 12. Dynastie (Mittleres Reich) die knapp vierjährige Amtszeit der Herrscherin Nofrusobek benannt. In eben dieser Liste wird Hatschepsut jedoch nicht aufgeführt. Die hohe soziale Stellung der Frau im Alten Ägypten kennt gelegentlich Herrscherinnen, die als Vormund minderjähriger Thronfolger die Regierungsgeschäfte Ägyptens in der Hand hielten. Das Besondere an der Herrschaft Hatschepsuts waren die lange Regentschaft und die Selbstermächtigung zur Besteigung des Thrones.

## Familie
Der Name Hatschepsut bedeutet „Die erste der vornehmen Frauen“ oder wie in der Eigennamenskartusche in der Königsliste von Karnak rechts unten abgebildet: „Die erste der vornehmen Frauen (Damen), die Amun umarmt“.
Mitglieder der Familie sind:
- Vater: Thutmosis I.
- Mutter: Königin Ahmose
- Brüder: Amunmose und Wadjmes
- Schwester: Nofrubiti
- Halbbruder und Ehemann: Thutmosis II. (Mutter: Nebenfrau Mutnofret)

Hatschepsut und Thutmosis II. hatten zusammen zwei Töchter. In der Vergangenheit erfolgten kontroverse Diskussionen um die zweite Tochter Meritre Hatschepsut. Einzige Hinweise ergeben sich aus selbigem Namen als Mutter von Amenophis II. und der Bemerkung des Ahmose Pennechbet, der die Tochter Neferu-Re als „erste/älteste“ Tochter bezeichnet. Bei der Namensgebung erhielt die erste Tochter meist den Namen der Großmutter, während die zweite Tochter den Namen der Mutter erhielt.
Neferu-Re übte bis zu ihrem Tod im 23. oder 24. Regierungsjahr (etwa 1456 v. Chr.) des Thutmosis III. das Amt der „Gottesgemahlin des Amun“ aus. Bisherige Annahmen, dass Neferu-Re zwischen dem 11. und 16. Regentschaftsjahr von Hatschepsut verstarb, sind durch den Nachweis der usurpierten Darstellung der Neferu-Re hinfällig. Weiterer Titel von Neferu-Re: „Tochter aus den Lenden des Königs“. Über die Todesursache ist nichts bekannt, es gibt nur den Hinweis von Ahmose Pennechbet, der Neferu-Re betreute und aufzog: „Die große königliche Gemahlin, die Gottesgemahlin erwies mir ihre Gunst, ihre erste Tochter aufzuziehen, Neferu-Re, die Selige, als sie ein Kind war und an den Brüsten lag“. Später wurde sie weiter von Senenmut betreut. Ihr Titel „Gottesgemahlin des Amun“ lässt nicht automatisch auf eine Verheiratung mit Thutmosis III. schließen; Beweise konnten dafür bisher nicht erbracht werden.
Der Nachfolger von Thutmosis II. wurde sein Sohn Thutmosis III., der aus der Verbindung des Pharaos mit der Nebenfrau Isis entstammt. Hatschepsut war gleichzeitig Tante und Stiefmutter des Jungen und übernahm nach dem Tod ihres Mannes die Regentschaft für den neuen Herrscher, der damals drei bis vier Jahre alt war.

## Ihr Weg zur Pharaonin
Rein historisch und archäologisch betrachtet, ist über Hatschepsuts Geburt nichts bekannt. Wenn sie nicht schon als 16-Jährige die Regentschaft für Thutmosis III. angetreten haben sollte, könnte sie vor 1490 v. Chr. geboren worden sein.
Als erstgeborene Tochter des Pharaos Thutmosis I. genoss Hatschepsut eine Sonderstellung im Pharaonenpalast. Sie wurde durch ihren Vater zur Gottesgemahlin des Amun gemacht. Um diese Rolle auszuführen, bekam sie eine Amme und wurde von Tutoren erzogen, die mit ihr Skripte und Rituale für die Anrufung des Gottes Amun studierten. Ihr Vater Thutmosis I. hatte ein enges Verhältnis zu seiner Tochter und verbrachte viel Zeit mit ihr. Darüber hinaus ließ er Hatschepsut seine Regierungsgeschäfte mitverfolgen, und sie begleitete ihn auf Kriegszügen. Mit etwa 13 Jahren heiratete sie ihren jüngeren Halbbruder und Thronfolger Thutmosis II. Als Thutmosis I. starb, (wahrscheinlich kurz vor oder nach dieser Heirat) lag das Schicksal Ägyptens in den Händen dieser beiden Teenager. Der jüngere und eher kränkliche Thutmosis II. hatte weniger Regierungserfahrung als seine Frau und Schwester, denn ursprünglich waren für die Nachfolge des Pharaos dessen beide Söhne mit Ahmose, Amunmose und Wadjmes, vorgesehen. Doch diese verstarben früh. Als minderjähriger Herrscher bekam Thutmosis II. die Ehefrau des verstorbenen Pharao, Ahmose, als Vormund, und seine Ehefrau Hatschepsut beriet ihn in Regierungsfragen. Das Ehepaar bekam eine Tochter Neferu-Re, jedoch keinen männlichen Nachkommen.
Als nach dreijähriger Regierungszeit Thutmosis II. starb, ging die Macht auf das männliche Kleinkind über, das er mit einer Nebenfrau gezeugt hatte. Für dieses, nun Thutmosis III. genannte Kleinkind, übernahm Hatschepsut die Rolle des Vormundes und führte die Regierungsgeschäfte. Für den Beginn der Herrschaft von Thutmosis III. gibt es mehrere Zeugnisse dafür, dass er offiziell die politischen Entscheidungen traf. Gleichzeitig startete Hatschepsut einige Aktivitäten, um sich selbst als legitime Herrscherin zu etablieren. Sie verkündete, ihre Herrschaft sei göttlicher Wille des Amun, und Thutmosis III. sei als ihr Nachfolger erwählt. Ebenso wie ihr Vater förderte sie umfangreiche Baumaßnahmen. Auf zahlreichen Wandreliefs und Kartuschen ließ sie ihren Eigen- und Thronnamen abbilden, erst noch im Namen ihres verstorbenen Ehemannes, später auch in ihrem eigenen Namen als „älteste Tochter des Königs“.
In Hatschepsuts „Millionenjahrhaus“, dem Totentempel der Hatschepsut (Terrassentempel von Deir el-Bahari), finden sich Inschriften und Szenerien, die der Herrscherin die Legitimität ihrer Thronübernahme und -führung gegenüber der Götterwelt zusprechen sollen. Darin behauptet Hatschepsut, sie sei die leibhaftige Tochter des Gottes Amun-von-Karnak. Solche und ähnliche Legenden über die „Zeugung durch einen Gott“ galten bei zukünftigen Pharaonen gewissermaßen zur Grundvoraussetzung, um überhaupt regieren zu dürfen. Hatschepsut macht sich dies zunutze, um sich als weibliche Herrscherin auf dem Thron zu legitimieren. Auch ihre „Zeugung durch Amun“ ist keine historisch korrekte Autobiografie, sondern ein Mythos.
Diesen ließ sie als Pharao, einige Jahre nach ihrer Thronbesteigung, in die Kolonnaden des mittleren Hofes ihres Gedächtnistempels – gegenüber den Festlichkeiten zur Expedition nach Punt – anbringen. Hier beschreibt Hatschepsut mithilfe von 15 Reliefs ihre Entstehungsgeschichte. Angefangen bei der Verkündung Amuns, ein Kind mit Ahmose zu zeugen, bis zu abschließenden göttlichen Segnungen für das neugeborene Kind.
Die Darstellung der Geburtslegende von Hatschepsut im Tempel von Deir el-Bahari spielt eine zentrale Rolle bei der Legitimierung ihrer Herrschaft. In mehreren Szenen wird die göttliche Herkunft und Bestimmung von Hatschepsut verdeutlicht:

### Hatschepsuts Geburtslegende

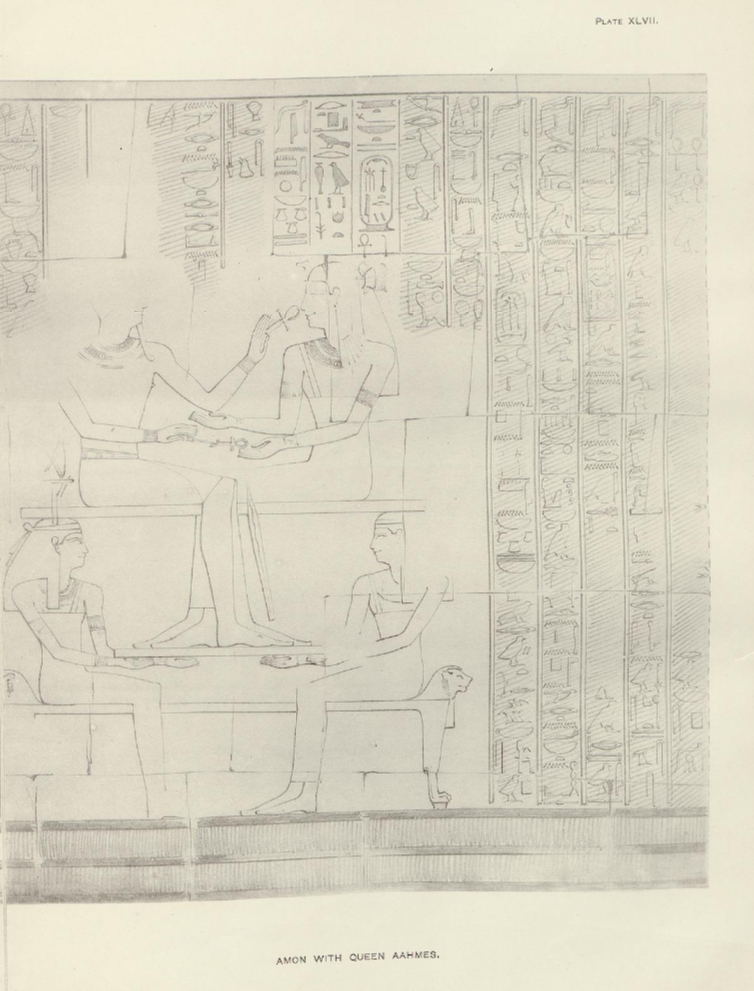
4. Szene: Die heilige Hochzeit

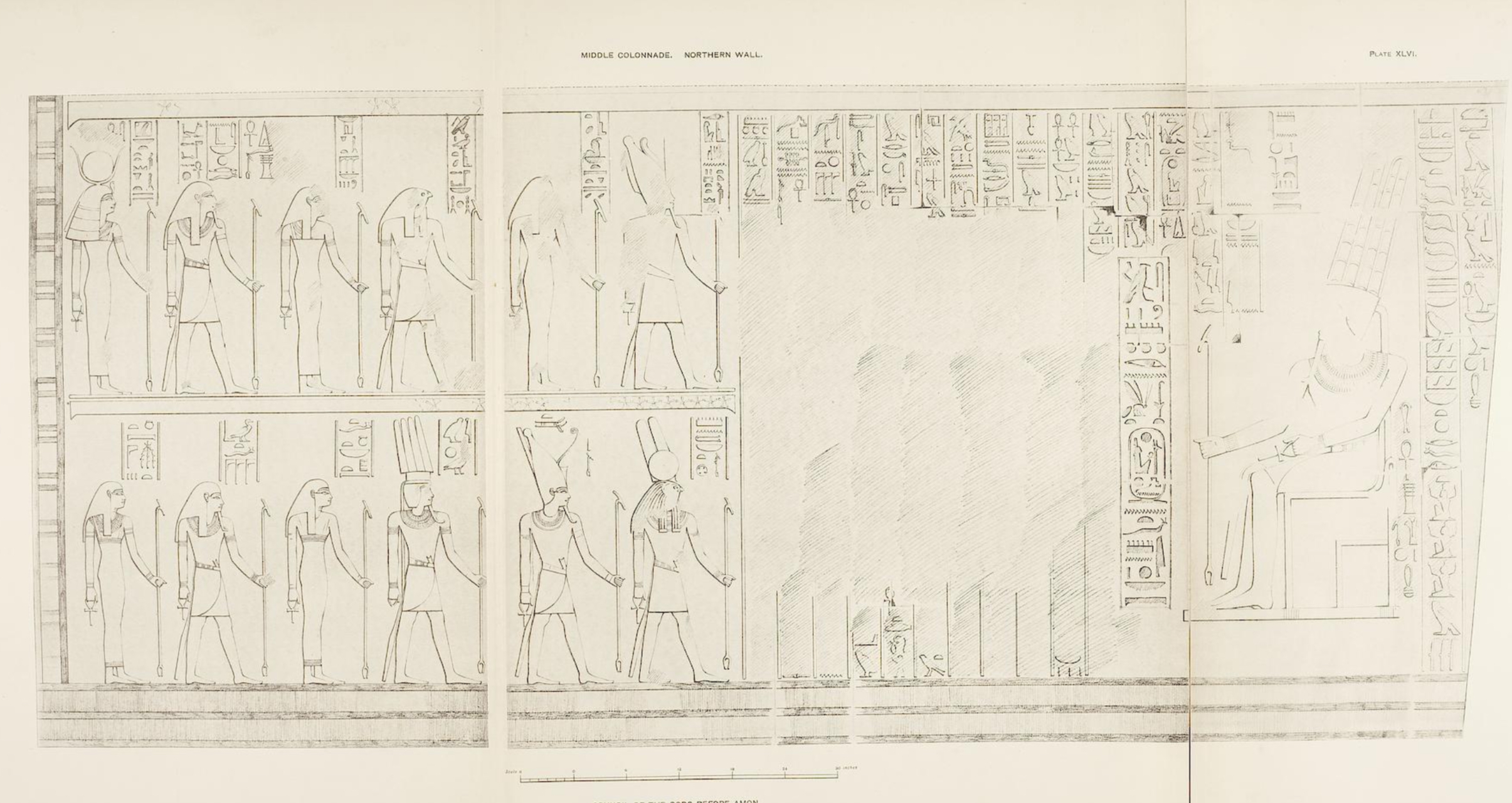
1. Szene: Amuns Plan

#### 1. Szene: Amuns Plan
In dieser Szene spricht Amun in seiner Rolle als Gott vor einer Versammlung anderer Götter. Er erklärt seine Absicht, Königin Ahmose zu besuchen und betont seinen Schutz für sie. Diese Szene unterstreicht die göttliche Bestimmung und den Schutz, den Amun für die Mutter von Hatschepsut vorsieht.

#### 4. Szene: Die heilige Hochzeit
Die Vierte Inschrift – einer der Schlüsselmomente dieses Mythos – ist die Begegnung zwischen Gottkönig Amun in Gestalt von Thutmosis I. und der Großen Königlichen Gemahlin Ahmose. Die Inschrift lautet übersetzt wie folgt:

„Dann kam dieser erhabene Gott, Amun, Herr von Karnak, nachdem er seine Gestalt in die der Majestät ihres Gemahls, des Königs von Ober- und Unterägypten Aacheperkare, verwandelt hatte. Als sie sich in der Herrlichkeit ihres Palastes ausruhte, fand er sie (Königin Ahmose). Der Duft des Gottes weckte sie. Sie lächelte Seiner Majestät entgegen. Er ging auf sie zu, er begehrte sie, ihr gab er sein Herz hin, und er gestattete ihr, ihn in seiner göttlichen Gestalt zu sehen. Nachdem er sich ihr genähert hatte, freute sie sich, seine Schönheit zu sehen, da durchdrang seine Liebe ihren Leib. Der Palast war von dem Duft des Gottes erfüllt, alle Wohlgerüche kamen aus dem Lande Punt. Die Majestät dieses Gottes machte all das, was er von ihr wünschte.“

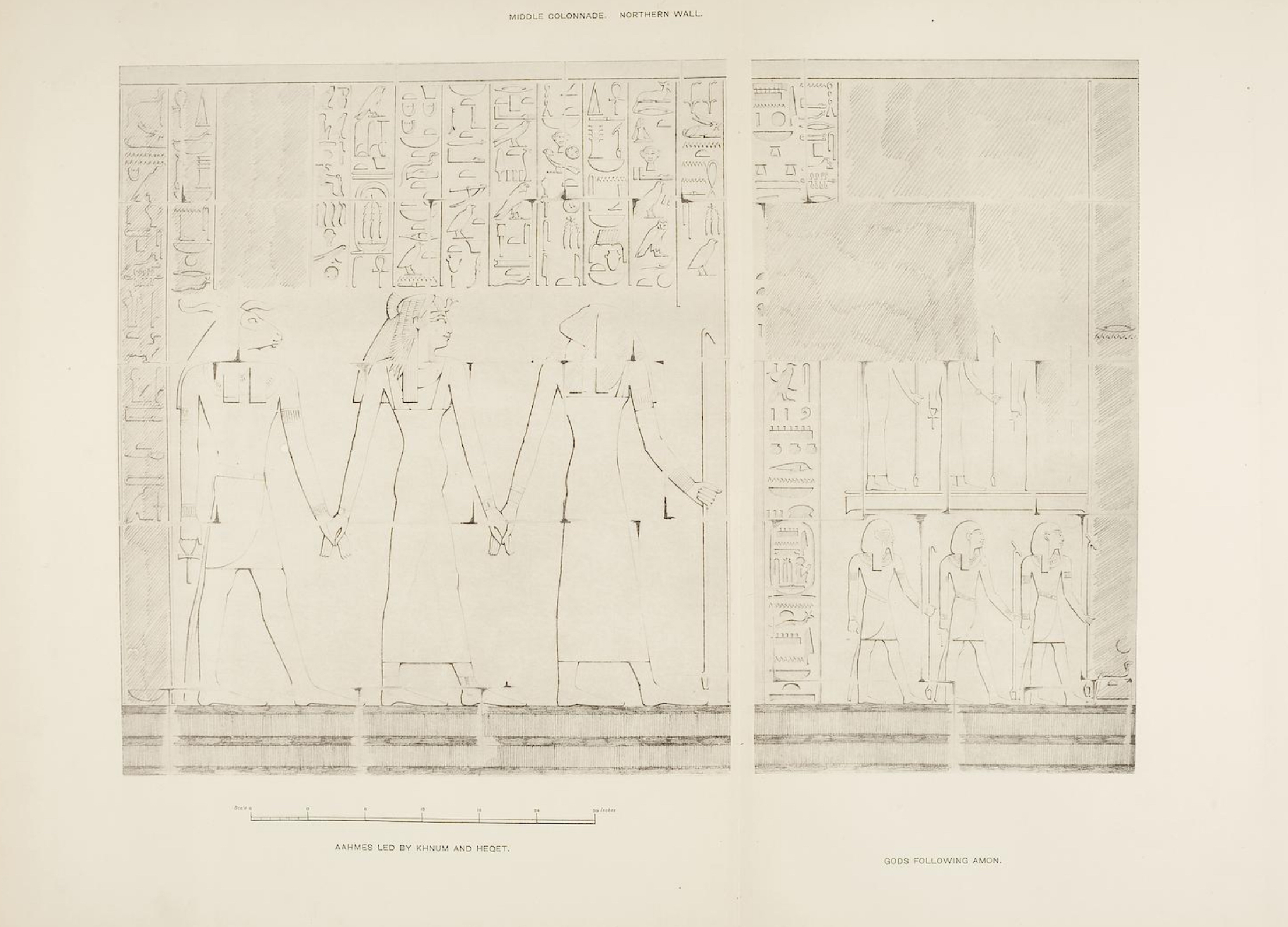
8. Szene: Heket und Chnum

#### 8. Szene: Heket und Chnum
Die Szene zeigt Heket und Chnum, die die hochschwangere Königin zur Entbindung führen. Dies betont das göttliche Eingreifen und den Schutz sowohl der Königin als auch ihres Kindes.

#### 9. Szene: Die Geburt von Hatschepsut

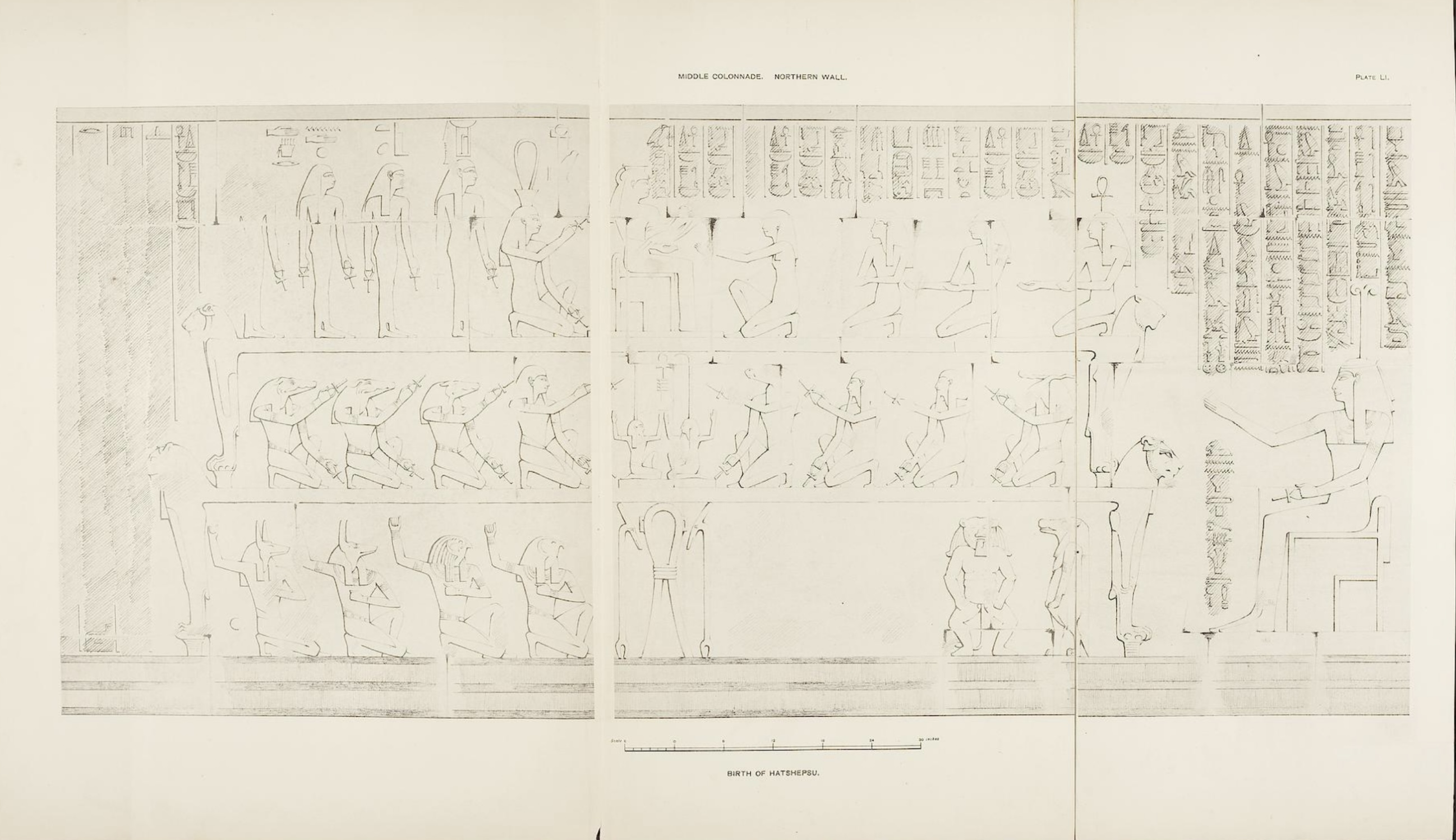
9. Szene: Die Geburt Hatschepsuts

Die Geburtsszene zeigt, wie Hatschepsut mit göttlichen Zeichen und Unterstützung der Götter geboren wird. Die Anwesenheit von Gottheiten wie Amun und Heket unterstreicht die heilige Natur des Ereignisses und die göttliche Abstammung der Königin.

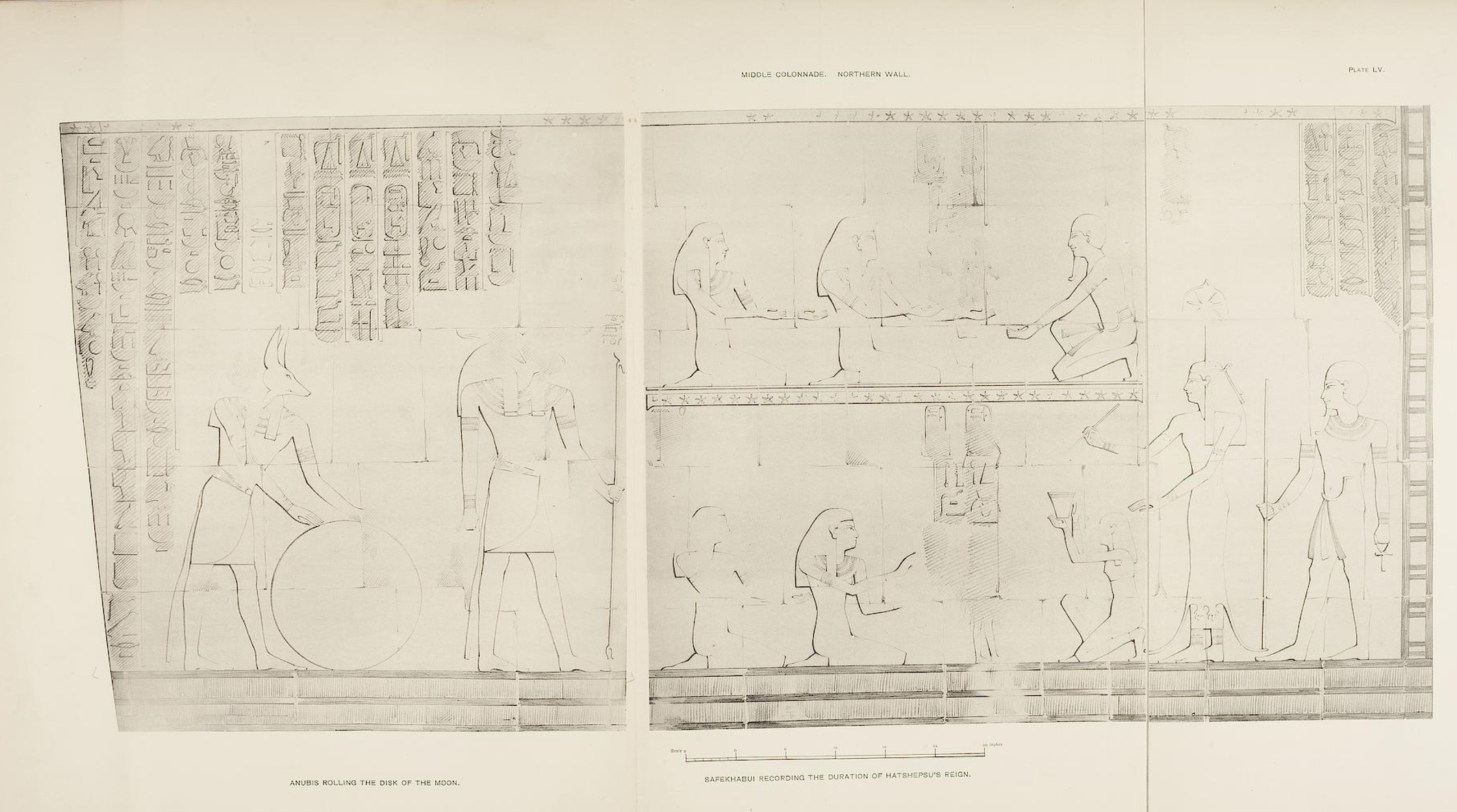
15. Szene: Die Götter ehren das neugeborene Kind

#### 15. Szene: Die Götter ehren das neugeborene Kind
In dieser Szene versammeln sich die Gottheiten, um das neugeborene Kind zu ehren und seine zukünftige Herrschaft zu feiern. Dies stellt die göttliche Legitimation von Hatschepsut als zukünftige Pharaonin dar.
Der Text, vor allem der aus der Vierten Inschrift, nimmt Bezug auf Traditionen der 4. und 5. Dynastie im Alten Reich. Als Grundlage dienten wahrscheinlich die Inhalte des Papyrus Westcar aus der 13. Dynastie, die sich auf die Erzählung Rededjet und ihre drei göttlichen Söhne (fünfte Geschichte) beziehen. König Cheops, einer der vier Protagonisten des Westcar-Papyrus, zeigt sich nicht begeistert über die Aussicht, dass seine leiblichen Nachkommen in Zukunft durch „Göttersöhne“ ersetzt werden sollten.
Hatschepsut leugnet in ihrem Bericht über die göttliche Geburt nicht ihren „irdischen“ Vater Thutmosis I., sondern verweist speziell auf den Umstand, dass der Gott selbst die Gestalt von Thutmosis I. annahm. Und nur der Königin offenbarte sich Amun als Gott, der über ihren Gatten Thutmosis I. zu ihr sprach. Hatschepsuts Erzählung zeigt typische Elemente der ägyptischen Mythologie und bedeutet daher keinen Widerspruch gegenüber altägyptischen Traditionen. Vielmehr zeigt Hatschepsuts Bericht ein von ihr bewusstes Vertreten der Lehre des Alten Reichs. In Hatschepsuts Augen kann Thutmosis II. als nicht-leiblicher Sohn des Thutmosis I. nur dann seine göttliche Abstammung herleiten, wenn Hatschepsut selbst göttlicher Abstammung ist.
Weitere sprachliche Merkmale des Alten Reichs zeigen ebenfalls Ähnlichkeiten zum Bericht von der „Geburt des Sonnenkönigs“. Auch der Stil und Aufbau des Textes sind typisch altägyptisch. Der Vergleich mit Fragmenten aus dem Mittleren Reich, die wiederum auf Texten des Alten Reichs aufbauen, belegt die mythologische Herkunft sowie eine länger währende Überlieferungstradition. Die bislang in der Forschung angenommene Verbindung mit der politischen Situation Hatschepsuts als Legitimationsnachweis für ihre Regierungsübernahme ist daher hinfällig.

### Krönung

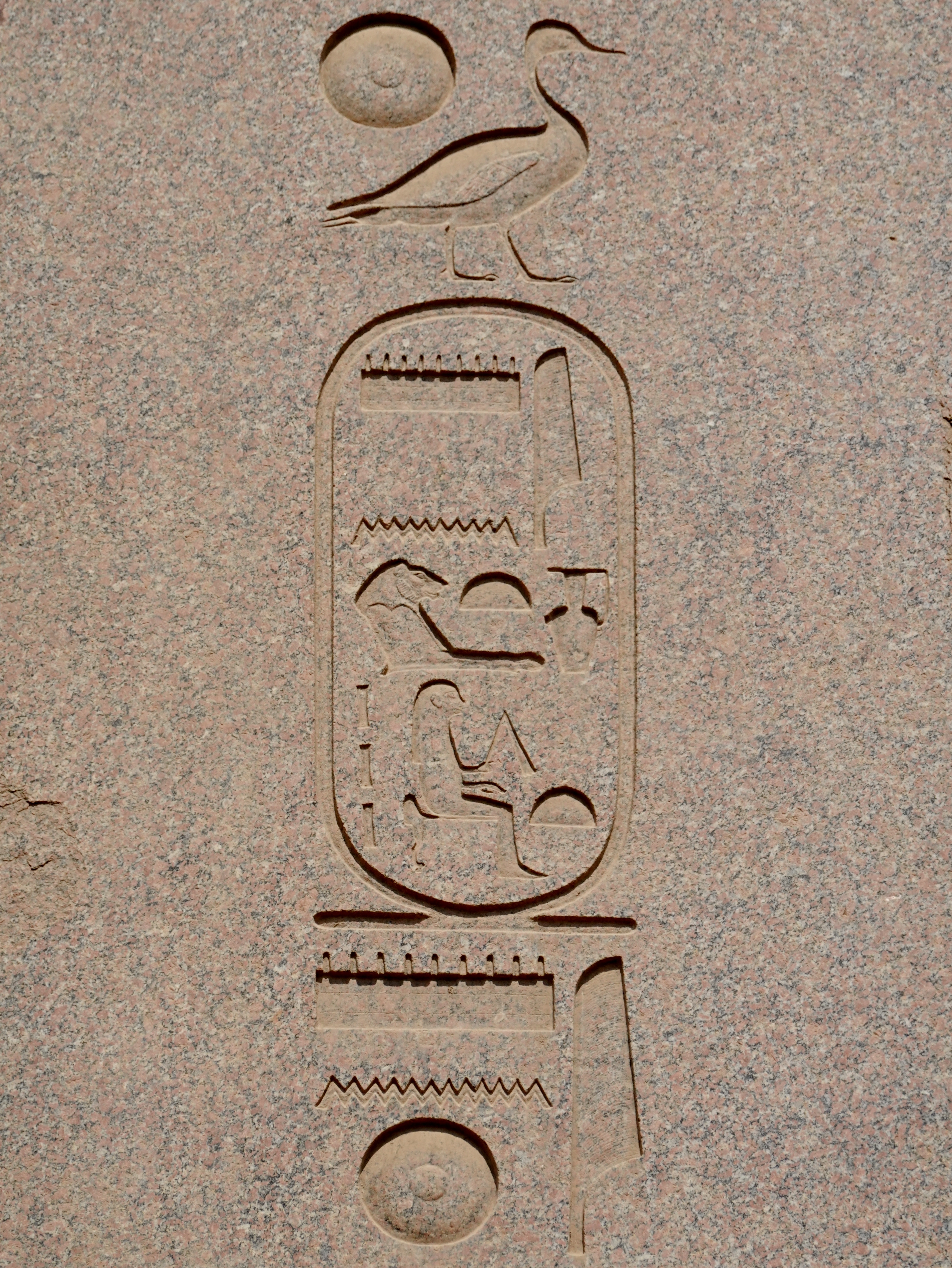
Kartusche der Hatschepsut

Die umfangreiche Schilderung der Krönung von Hatschepsut ist an der Roten Kapelle in einer Inschrift dargestellt. Demnach „staunte das ganze Land schweigend“ bei der Krönungszeremonie, bei der Hatschepsut aus dem Palast kam, sich vor dem Amun-Re verkörpernden Hohenpriester auf den Boden warf und sprach: „Was willst Du geschehen lassen?“ Nach dieser Frage führten die Priester des Amun-Re sie zum Heiligtum der Maat. Dort vollzogen sie im Namen der Götter bei Hatschepsut die Kleidungsänderung, überreichten ihr die Königsinsignien und zelebrierten im Barkenheiligtum des Gottesschattens die Verleihung der Titulatur des Thronnamens sowie anschließend das Aufsetzen der Krone beider Länder. Es folgte der Gang zum großen Tor des Herrn beider Länder. In diesem Tempel legten dann die Priester die Hände auf Hatschepsuts Kopf und sprachen: „Amun-Res Wille geschehe, sie soll Ägypten beherrschen“.
Der Inschriftstext endet mit den Worten:

„Alle diese Wunder geschahen am 29. Peret II (8. Februar 1477 v. Chr.), das ist das zweite Regentschaftsjahr des Thutmosis III., am dritten Tag des Amun-Festes (Geburt des Amun und Amuns Schöpfung der Erde durch Erhebung des Himmels sowie Krönung zum Götterkönig Amun-Re), bei den Litaneien von Sachmet, als mir die beiden Länder verkündet wurden, im Hof von Luxor.“

Es ist beachtlich, dass Hatschepsut ihre Krönung am 29. Peret II feierte, dem Tag, an dem auch ihr Vater Thutmosis I. gekrönt wurde. Sie trug die volle Titulatur eines Königs von Ober- und Unterägypten, mit Ausnahme des Titels „Starker Stier“. Hatschepsut legitimierte ihr Königtum mit der „göttlichen Geburt“, ihrer Zeugung durch Gott Amun-Re.

### Regierungsübernahme
Aus dem siebten Regierungsjahr des Thutmosis III. (1472 v. Chr.) stammt der früheste Beleg der aktiven Regierungsübernahme durch Hatschepsut. In den Steinbrüchen von Assuan wurde aufgrund einer Obelisken-Expedition ein Graffito angebracht, in dem beschrieben ist, dass Re ihr das „Maat-gerechte Königtum“ übergeben habe. Ihren Titel änderte Hatschepsut in Zusammenhang mit der Aufstellung des Obelisken in Karnak nachträglich in Nisut-biti.
Ergänzend finden sich Darstellungen der Regierungsübernahme aus den Prozessionen des Talfestes, die auf den Wänden der Hathor-Kapelle ihres Totentempels in Deir el-Bahari zu sehen sind.

## Herrschaft
Obwohl Thutmosis III. offiziell als Nachfolger von Thutmosis II. gekrönt wurde, finden sich im Grab TT81 des Baumeister Ineni auf große Stelen mit autobiographischen Inschriften auch Würdigungen der Leistungen Hatschepsuts:

„Thutmosis trat an die Stelle als König beider Länder, er herrschte auf dem Thron dessen, der ihn gezeugt hatte. Seine Schwester, die Gottesgemahlin Hatschepsut, sorgte für das Land. Die beiden Länder lebten nach ihren Plänen, man diente ihr in Demut. Sie war der Same, der aus dem Gott kam, Bugtau Oberägyptens, Hecktau Unterägyptens, Landepflock der Südvölker, Herrin des Befehlens, vortreffliche Pläne, die die beiden Länder beruhigte, wenn sie redete.“

### Expedition nach Punt

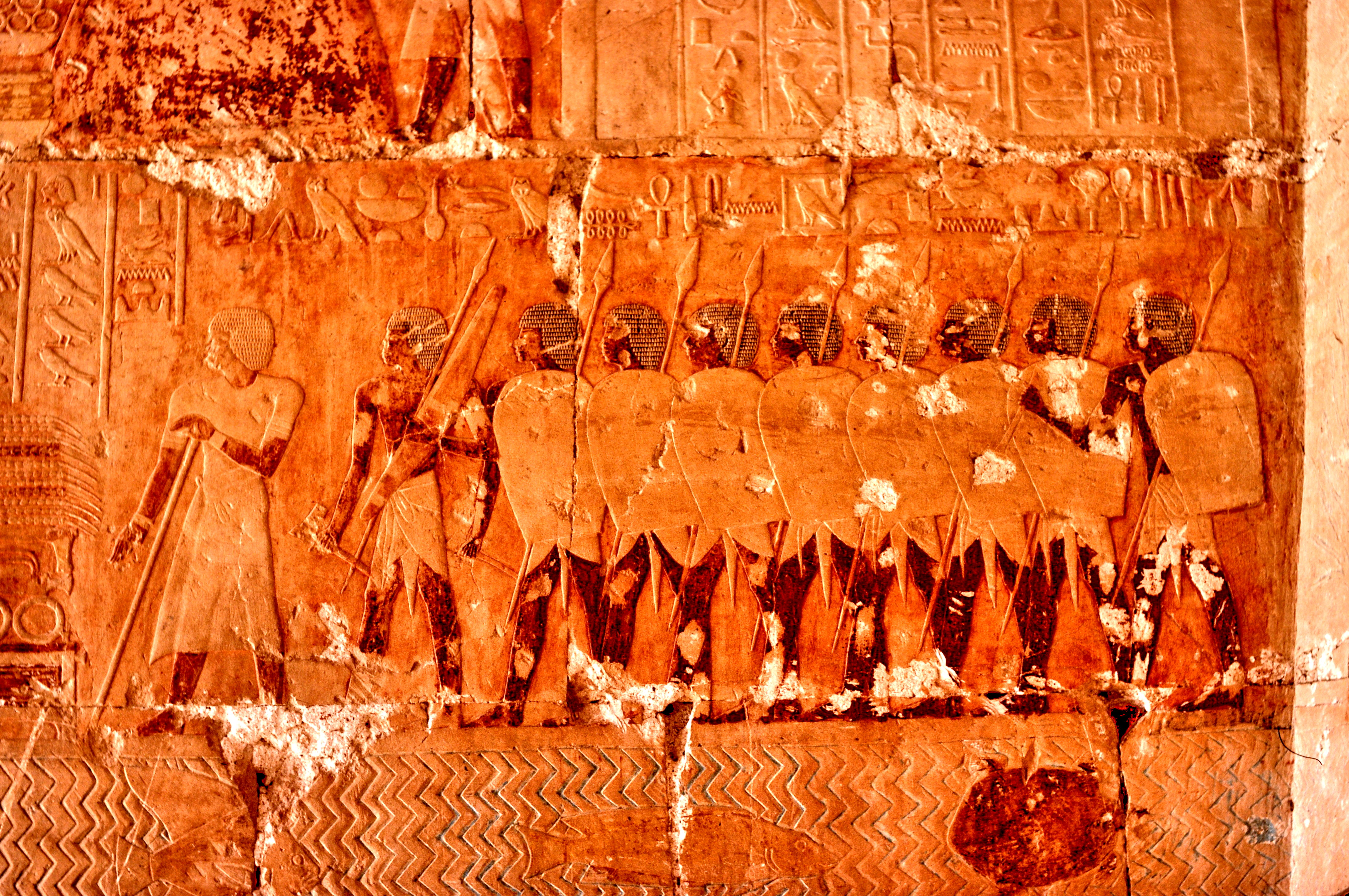
Expedition nach Punt im Totentempel der Hatschepsut

Eine von Hatschepsuts größten Unternehmungen war in ihrem 9. Regierungsjahr die Expedition ins Goldland Punt, einer Art Eldorado mit heute unklarer Lage am Ende des Roten Meeres oder auch am Indischen Ozean. Die Darstellung dieser Expedition nimmt bei der Dekoration ihres Totentempels sehr viel Platz ein. Beachtung findet immer wieder die Frau des „Herrschers“ von Punt, die sich durch einen außerordentlichen Körperumfang auszeichnet. Es ist nicht hinreichend geklärt, ob es sich dabei um eine natürliche Darstellung handelt.
Die wichtigsten aus Punt eingeführten Güter waren Weihrauch und Ebenholz, aber auch weitere Gegenstände und Tiere wurden mitgebracht. Da die Darstellungen in ihrem Totentempel den Transport ganzer, in Töpfen gepflanzter Weihrauchpflanzen zeigen, gilt dies als die erste botanische Sammelreise der Geschichte (vgl. Pflanzenjäger).

### Feldzüge
Es ist nur ein Feldzug unter Hatschepsut belegt, der jedoch unter Thutmosis III. geführt wurde: die Einnahme von Gaza am Ende ihrer Regierungszeit. Reste einer Inschrift aus dem Grab des Senenmut (TT71) nennen Nubien und ein „drittes Mal des Zupackens“. Unter Hatschepsut selbst sind lediglich Strafexpeditionen gegen Nubien und andere abhängige Gebiete belegt:
1. Gegen die Nubier zu Beginn der Regierungszeit (Inschrift des Schatzmeisters Tij auf der Insel Sehel), von Hatschepsut geführt
2. Strafexpedition nach Syrien-Palästina (historische Inschrift von Deir el-Bahari; hier weitere nubische Strafexpedition genannt?)
3. Strafexpedition des Jahres 12 (Inschrift im Nubischen Tangur-West; erste Doppeldatierung von Hatschepsut und Thutmosis III.)
4. Strafexpedition des Jahres 20 nach Nubien (Stele in Tombos)
5. Strafexpedition nach Mau (Gegend von Firka in Nubien) zwischen Jahr 20 und 22

## Bautätigkeit

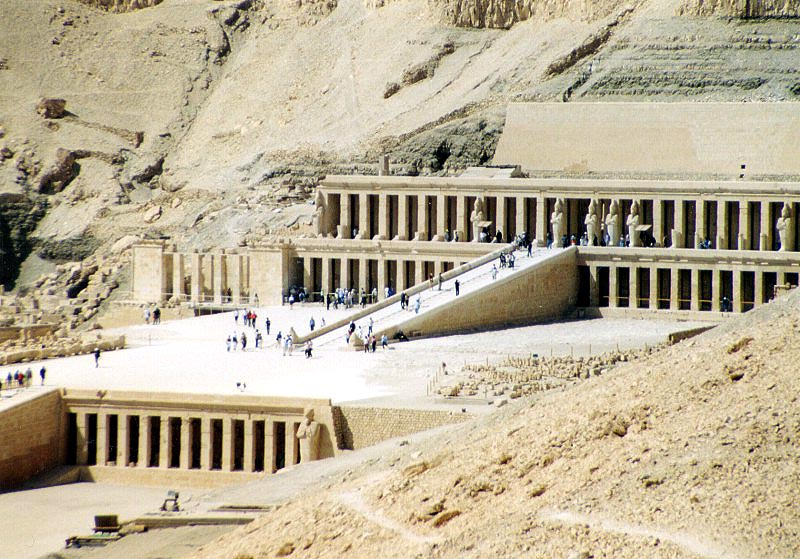
Totentempel in Deir el-Bahari

Als Baumeisterin vollendete sie in 15-jähriger Bauzeit mit ihrem Architekten (vermutet wird Senenmut) den Totentempel in Deir el-Bahari neben dem Grabtempel Mentuhotep II. und führte zahlreiche Bauten im Amun-Tempel von Karnak durch. Neben der Roten Kapelle, einem Barkensanktuar, sind ihre Obelisken bekannt, von denen einer noch heute im Tempel von Karnak (in situ) steht. Architekt, Baumeister, und oberster Vermögensverwalter von Hatschepsut sowie Erzieher ihrer Tochter Neferu-Re war Senenmut.

### Totentempel
Ihr herausragendes Bauwerk ist ihr eigener Totentempel, der von Dieter Arnold als „eine der bedeutendsten und eigenwilligsten Schöpfungen der ägyptischen Tempelarchitektur“ bezeichnet wurde. Von dem Taltempel am Rand des Fruchtlandes führt ein Aufweg zu der unteren Terrasse und – zu beiden Seiten der aufwärtsführenden Rampe – zur Süd- und Nordhalle. Im Westen der mittleren Terrasse liegt im Süden die Halle mit den Darstellungen der Puntexpedition, im Norden jene mit der beschriebenen Darstellung der göttlichen Geburt und Erwählung Hatschepsuts. Eine weitere Rampe führt auf die obere Terrasse mit einem Säulenhof und dem dahinterliegenden Allerheiligsten.

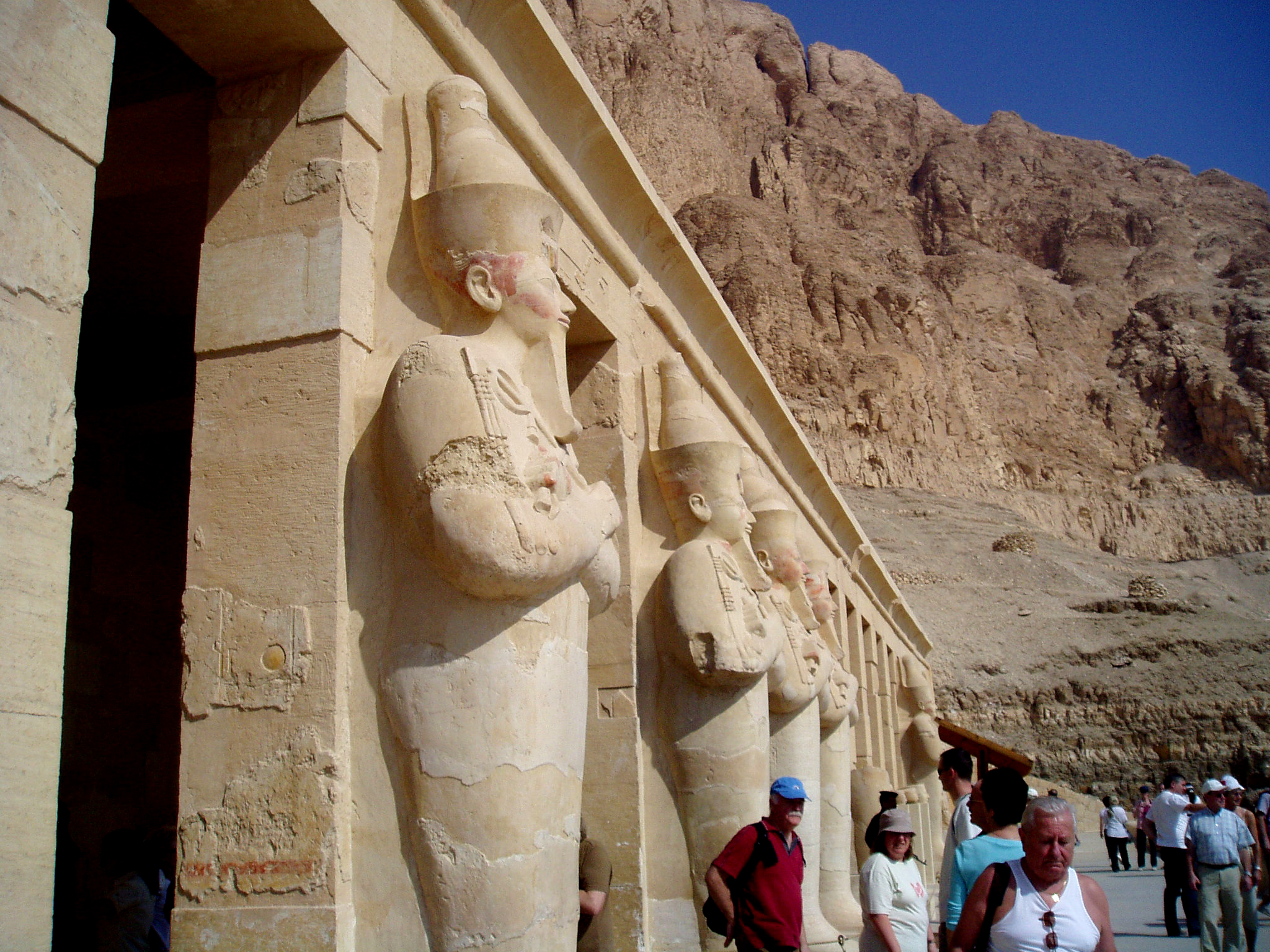
Die Rundplastiken der Hatschepsut

### Rundplastik
Hatschepsut ließ die Bauten mit rundplastischen Abbildern ausstatten. Diese wurden in der Tradition dem Königstyp Thutmosis II. angepasst. Zunächst ließ sie sich als Frau, später als Mann abbilden.
Sie schuf einen neuen Statuentyp – den Sistrumopfernden – der nur unter ihr Verbreitung fand. Ihre Statuen lassen eine Weiterentwicklung des königlichen Statuentyps erkennen und sich zeitlich in Abschnitte einordnen, in denen physiognomische und ikonographische Entwicklungen deutlich werden.

## Tod

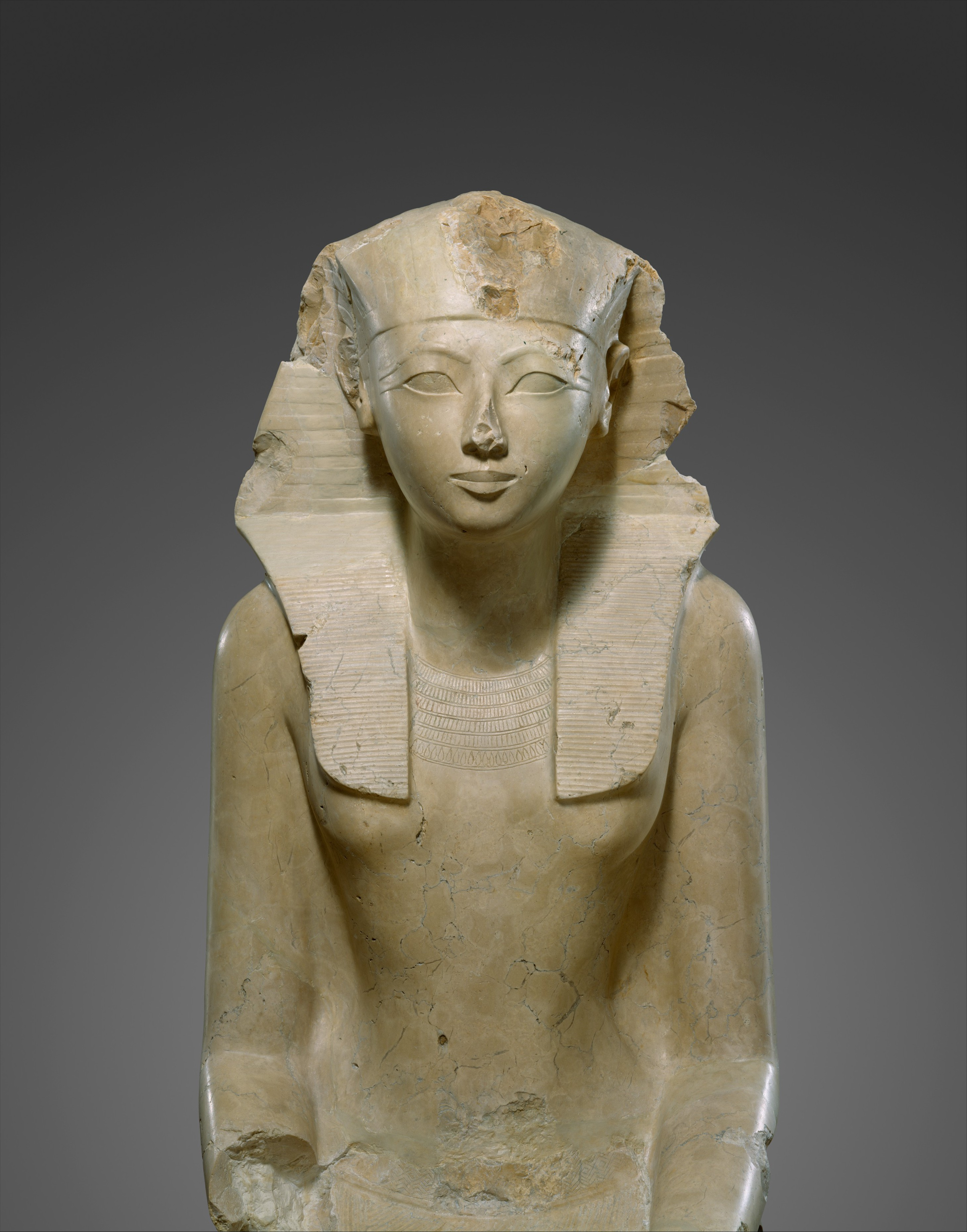
Sitzbild der Hatschepsut, Kalkstein, Metropolitan Museum of Art

Der Todestag Hatschepsuts, der 10. Peret II ihres 22. Regierungsjahres (14. Januar 1457 v. Chr.), geht aus der Inschrift einer Stele aus Armant hervor. Manetho datierte ihre Regierungsdauer auf 21 Jahre und 9 Monate. Da der Verbleib ihrer Mumie lange Zeit unbekannt war, nahm man früher an, dass sie aus politischen Gründen ermordet wurde.
Im Rahmen einer Pressekonferenz am 27. Juni 2007 präsentierte der damalige ägyptische Kultusminister, Farouk Hosny, die Ergebnisse aktueller Untersuchungen ägyptischer Archäologen, wonach die Mumie von Hatschepsut identifiziert wurde. Durch DNA-Analysen und eine CT-Untersuchung konnte angeblich zweifelsfrei bewiesen werden, dass es sich bei einer von insgesamt zwei bereits 1903 von Howard Carter in der Grabkammer KV60 von Sitre-In (Amme von Hatschepsut) gefundenen Mumien im Tal der Könige in Luxor um die der Pharaonin handelte. Hierzu wurde der nachfolgend erwähnte einzelne Zahn mit einer Zahnlücke im Gebiss der Mumie verglichen. Nach dieser Mumienidentifizierung ergaben weitere Untersuchungen, dass Hatschepsuts Herrschaft mit ihrem natürlichen, durch Krebs oder Diabetes verursachten Tod endete. Vermutlich wurde sie nur etwa 35 Jahre alt. Allerdings gibt es auch die Schätzung von 45–60 Jahren.
Inzwischen ist die Identifikation von Hatschepsuts Mumie wieder in Frage gestellt, da der Zahn ein Molar des Unterkiefers ist und nicht in den Oberkiefer eingesetzt werden kann.
Hatschepsuts eigene Grabanlage befindet sich im Tal der Könige und hat heute die Bezeichnung KV20. Möglicherweise hat sie das Grab ihres Vaters Thutmosis I. erweitert und dann auch selbst benutzt. Den Sarg von Thutmosis I. ließ sie neben ihrem aufstellen. Aus ihrem Grab fand man bisher nur einen Zahn, als man eine Holzkiste aus ihrem Tempel durchleuchtete und ihre inneren Organe, die in einem mit ihrem Namen beschrifteten Kasten im Versteck (Cachette von Deir el-Bahari) von Deir el-Bahari gefunden wurden. Reste ihres hölzernen Sarges wurden zusammen mit einigen Gegenständen anderer Pharaonen in einem Schacht der Grabanlage von Ramses XI. (KV4) entdeckt.
Nach Hatschepsuts Tod wurden die Kartuschen mit ihrem Namen auf zahlreichen Reliefs und Statuen zerstört. Forscher sahen hierfür lange Zeit Thutmosis III. als Verursacher, da ihn seine Stiefmutter um den Thron gebracht hatte. Inzwischen wurden die Zerstörungen auf eine jüngere Zeit datiert. Da ein persönlicher Feind eine solche Zerstörung wohl unmittelbar nach ihrem Tod veranlasst hätte, wird vermutet, dass es für einen späteren Nachfolger auf dem ägyptischen Thron inakzeptabel gewesen war, dass eine Frau als Pharao geherrscht und Großes vollbracht hatte. Vielleicht sollte durch die Zerstörungen die Kontinuität der männlichen Erbfolge der Pharaonen in der offiziellen ägyptischen Geschichtsschreibung gewahrt bleiben.

## Historische Bedeutung
In vielen Bereichen setzten unter Hatschepsut Entwicklungen ein, die typisch für das Neue Reich waren und auf der Grundlage alter Traditionen fußten, jedoch alle sozialen Schichten mit einschlossen (siehe auch: Pa). Es sind deshalb zahlreiche Innovationen festzustellen, beispielsweise erste Niederschriften des Totenbuches auf Papyrus, die Anlage monumentaler, dekorierter Felsgräber in Theben-West, sowie das Entstehen eines neuen Keramikrepertoires. Hatschepsuts Regierungszeit wird insgesamt als eine blühende Epoche beurteilt, die zu den Glanzzeiten der ägyptischen Geschichte gezählt wird. Hatschepsut wird von Ägyptologen für eine der wichtigsten Herrschergestalten des Neuen Reiches gehalten. Paradoxerweise ermöglichte gerade die für Altägypten langjährige Friedenszeit und der wirtschaftliche Aufschwung unter ihrer Herrschaft ihrem Nachfolger Thutmosis III. weitreichende Kriegszüge zu unternehmen und den Einfluss Ägyptens bis an den Euphrat auszudehnen.
Einige Forscher sind der Meinung, dass Senenmut und die Königin ein Liebespaar waren, und berufen sich dabei auf eine Statue, die ihn zusammen mit Neferu-Re in einer beschützend umarmenden Geste zeigt.

## Rezeption in der Kunst
Auch in die bildende Kunst des 20. Jahrhunderts fand Hatschepsut Eingang. Ihre Rolle in der Geschichte der Frauen machte die feministische Künstlerin Judy Chicago deutlich: Sie widmete ihr in der Arbeit The Dinner Party eines der 39 Gedecke am Tisch.

## Dokumentarfilme
- Ägypten – Schatzkammer der Pharaonen. Die Pharaonin Hatschepsut. – Film von Gwyn Williams, Produktion von Windfall, GB 2019; Synchronfassung ZDF 2021, auf: zdfinfo vom 28. August 2021.
- Akte Hatschepsut – Geheimnisse einer vergessenen Pharaonin. Film von Brando Quilici und Rob Goldberg (DNA of a Queen) I, 2006, Deutsche TV-Premiere: 18. Dezember 2015 (Discovery Channel). Auf: phoenix.de, zuletzt abgerufen am 13. April 2022.
- Hatschepsut Dokumentation ueber Die Frau auf dem Pharaonenthron Teil 1. TV-Dokumentation von phoenix. Auf: youtube.com, zuletzt abgerufen am 13. April 2022.
- Hatschepsut Dokumentation ueber Die Frau auf dem Pharaonenthron Teil 2. TV-Dokumentation von phoenix. Auf: youtube.com, zuletzt abgerufen am 13. April 2022.
- Hatschepsut Dokumentation ueber Die Frau auf dem Pharaonenthron Teil 3. TV-Dokumentation von phoenix. Auf: youtube.com, zuletzt abgerufen am 13. April 2022.
- Königinnen vom Nil – Hatschepsut. TV-Dokumentation, ZDF vom 1. Dezember 2005. Auf: youtube.com, zuletzt abgerufen am 13. April 2022.
- Geheimnisvolle Mumien: Der Kriegerkönig und die Königin. TV-Dokumentation, Joseph Cunningham, GB 2020. Auf: ZDF.de, 16. April 2022; Mitwirkende: Chris Naunton (Ägyptologe) u. a.